# Roberto Belarmino
Roberto Belarmino S.J. (em italiano:  Roberto Francesco Romolo Bellarmino) foi um jesuíta italiano e um cardeal católico. Foi uma das mais importantes figuras da Contra-Reforma e, por suas obras, foi canonizado em 1930 e proclamado Doutor da Igreja. Também esteve envolvido no processo de Galileu Galilei.

## Primeiros anos
Belarmino nasceu em Montepulciano, filho dos nobres empobrecidos Vincenzo Bellarmino e Cinzia Cervini, que era irmã do Papa Marcelo II. Ainda garoto, conhecia Virgílio de cor e compôs diversos poemas em latim e em italiano. Um de seus hinos, sobre Maria Madalena, é parte do Breviário.
Ele tornou-se noviço em 1560, permanecendo em Roma por três anos. Logo em seguida, seguiu para um convento jesuíta em Mondovì, no Piemonte, onde aprendeu grego. Lá ele chamou a atenção de Francisco Adorno, o superior provincial jesuíta local, que enviou-o para a Universidade de Pádua.

## Carreira
Foi em Pádua, entre 1567 e 1568, que Belarmino iniciou seu sistemático estudo de Teologia sob a supervisão de seus professores, que eram aderentes do tomismo. Em 1569, ele foi enviado para a Universidade de Leuven, nos Flandres, para terminar seus estudos. Lá ele foi ordenado e ganhou reputação como professor e pregador. Ele foi o primeiro jesuíta a ensinar ali e sua matéria era a "Suma Teológica" de Tomás de Aquino. Belarmino ficou sete anos em Leuven e, em 1576, com a saúde debilitada viajou para a Itália onde permaneceu, encarregado pelo papa Gregório XIII de ensinar teologia polêmica no novo Colégio Romano (conhecido atualmente como Pontifícia Universidade Gregoriana).

### Novas funções depois de 1589
Até 1589, Belarmino ocupou-se como professor de teologia. Naquele mesmo ano, depois do assassinato de Henrique III da França, o papa Sisto V enviou Enrico Caetani como legado a Paris para negociar com a Liga Católica da França e escolheu Belarmino para acompanhá-lo como teólogo. Ele estava na capital francesa durante o cerco de Henrique de Navarra.
O papa seguinte, Clemente VIII, tinha grande confiança em Belarmino e fez dele reitor do Colégio Romano em 1592, examinador de bispos em 1598 e cardeal no ano seguinte. Logo depois, Clemente também fê-lo cardeal-inquisidor e foi nesta função que Belarmino serviu como um dos juízes de Giordano Bruno, concordando com a decisão de queimá-lo na estaca como herético.
Em 1602, ele foi nomeado arcebispo de Cápua. Tendo escrito antes contra o pluralismo e a favor da não-residência dos bispos em suas dioceses, como bispo ele colocou em prática os decretos reformistas do Concílio de Trento.

### Caso de Galileu

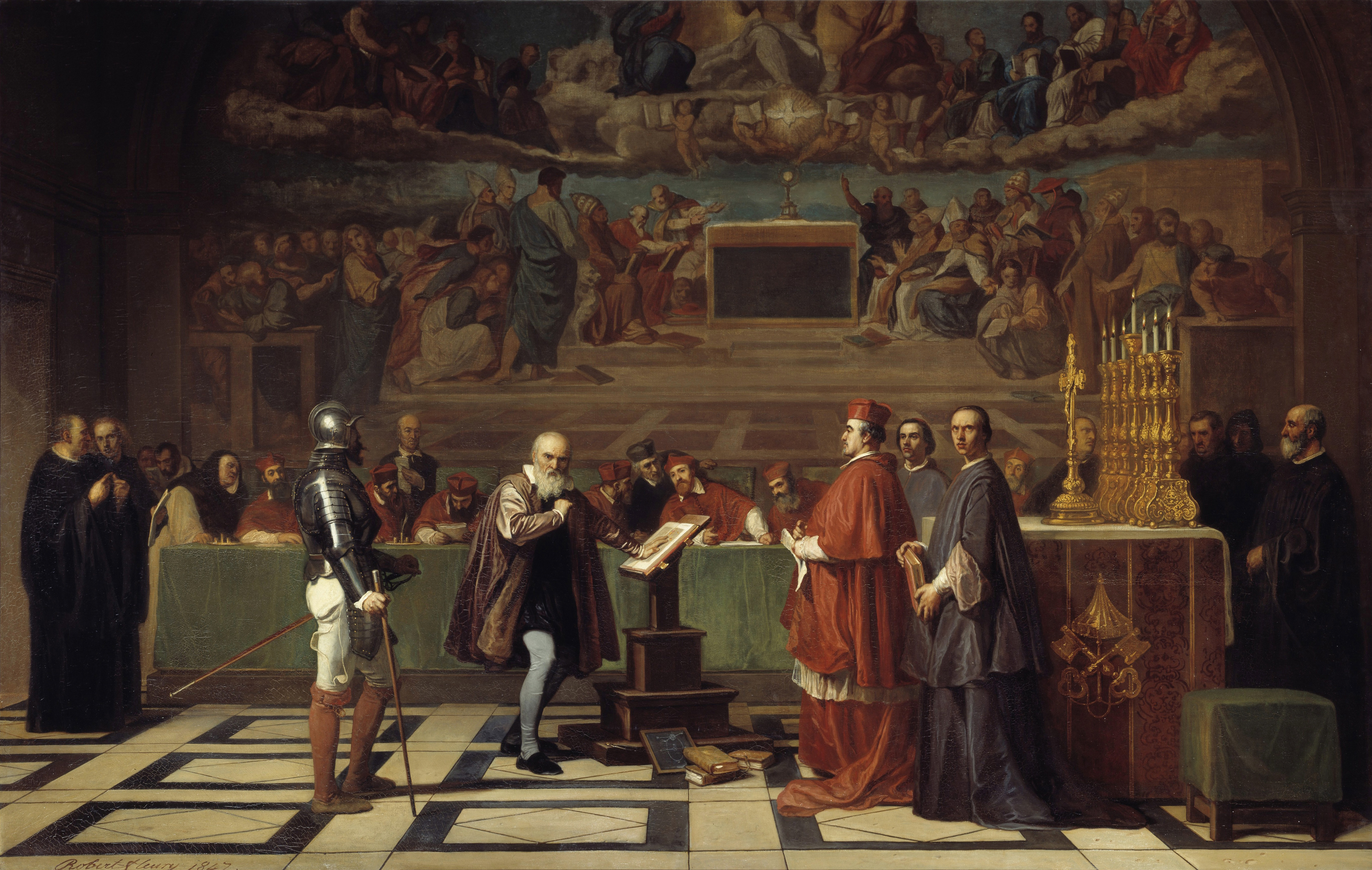
Galileu perante o Santo Ofício.
Por Joseph-Nicolas Robert-Fleury.

Em 1616, por ordem de Paulo V, Belarmino convocou Galileu Galilei, notificou-o sobre um vindouro decreto da Congregação do Index condenando a doutrina de Nicolau Copérnico de que a Terra se movia e que o Sol era imóvel, ordenando-o que a esquecesse. Os arquivos do Vaticano preservam uma cópia não assinada de uma injunção formal muito mais dura que teria sido entregue a Galileu logo após a admoestação de Belarmino ordenando-o a "não manter, ensinar ou defender" a doutrina condenada "de forma nenhuma, seja oralmente ou por escrito" e ameaçando-o com a prisão se ele se recusasse a obedecer. Porém, se esta injunção foi em algum momento entregue a Galileu é tema de muitos debates acadêmicos. O fato é que Galileu obedeceu.
Quando Galileu reclamou depois sobre rumores que indicavam que ele teria sido forçado a abjurar e se penitenciar, Belarmino escreveu um certificado negando-os e afirmando que Galileu fora apenas notificado do decreto e informado que, por conta dele, a doutrina de Copérnico não poderia ser "defendida ou mantida". O cardeal Belarmino acreditava que uma demonstração assim não poderia ser jamais comprovada por que contradiria o consenso unânime da exegese escritural dos padres da Igreja que o Concílio de Trento (1546) definiu como de aderência obrigatória a todos os católicos.
Belarmino escreveu ao heliocentrista Paolo Antonio Foscarini:
| “ | O concílio [de Trento] proíbe interpretar as Escrituras contra o consenso unânime dos Santos Padres; e se Sua Paternidade se incomodar em ler não apenas os Santos Padres, mas também comentários modernos sobre o Gênesis, os Salmos, Eclesiastes e Josué, verá que todos concordam com a interpretação literal que o sol está no céu e gira à volta da terra em grande velocidade e que a terra está muito distante do céu e está imóvel no centro do mundo. | ” |

E: 
| “ | Eu diria que, se existisse uma verdadeira demonstração de que o sol está no centro do mundo e que a terra está no terceiro céu e que o sol não circunda a terra, mas é a terra que circunda o sol, então teríamos que proceder com grande cuidado ao explicar as Escrituras que parecem dizer o contrário afirmando ao invés disso que nós não as entendemos e não que o que elas demonstram é falso. Mas eu não acreditarei que existe uma demonstração assim até que uma me seja apresentada. E nem é o mesmo demonstrar que ao assumir que o sol está no centro e a terra no céu que alguém pode, salvando as aparências, demonstrar que de fato o sol está no centro e a terra, no céu; pois eu acredito que a primeira demonstração pode estar disponível, mas tenho grandes dúvidas sobre a segunda e, em caso de dúvida, ninguém deve abandonar as Escrituras como interpretadas pelos Santos Padres. | ” |
|   | — Roberto Belarmino, Carta a Foscarini. |   |

Em 1633, quase doze anos depois da morte de Belarmino, Galileu foi novamente convocado perante a Inquisição sobre o mesmo tema.
O físico moderno Pierre Duhem "sugere que, pelo menos num aspecto, Belarmino se mostrou um cientista melhor que Galileu ao desprezar a possibilidade de uma 'prova estrita do movimento da terra' ao afirmar que uma teria econômica apenas 'salva as aparências' sem necessariamente revelar o que 'de fato acontece'".

## Morte

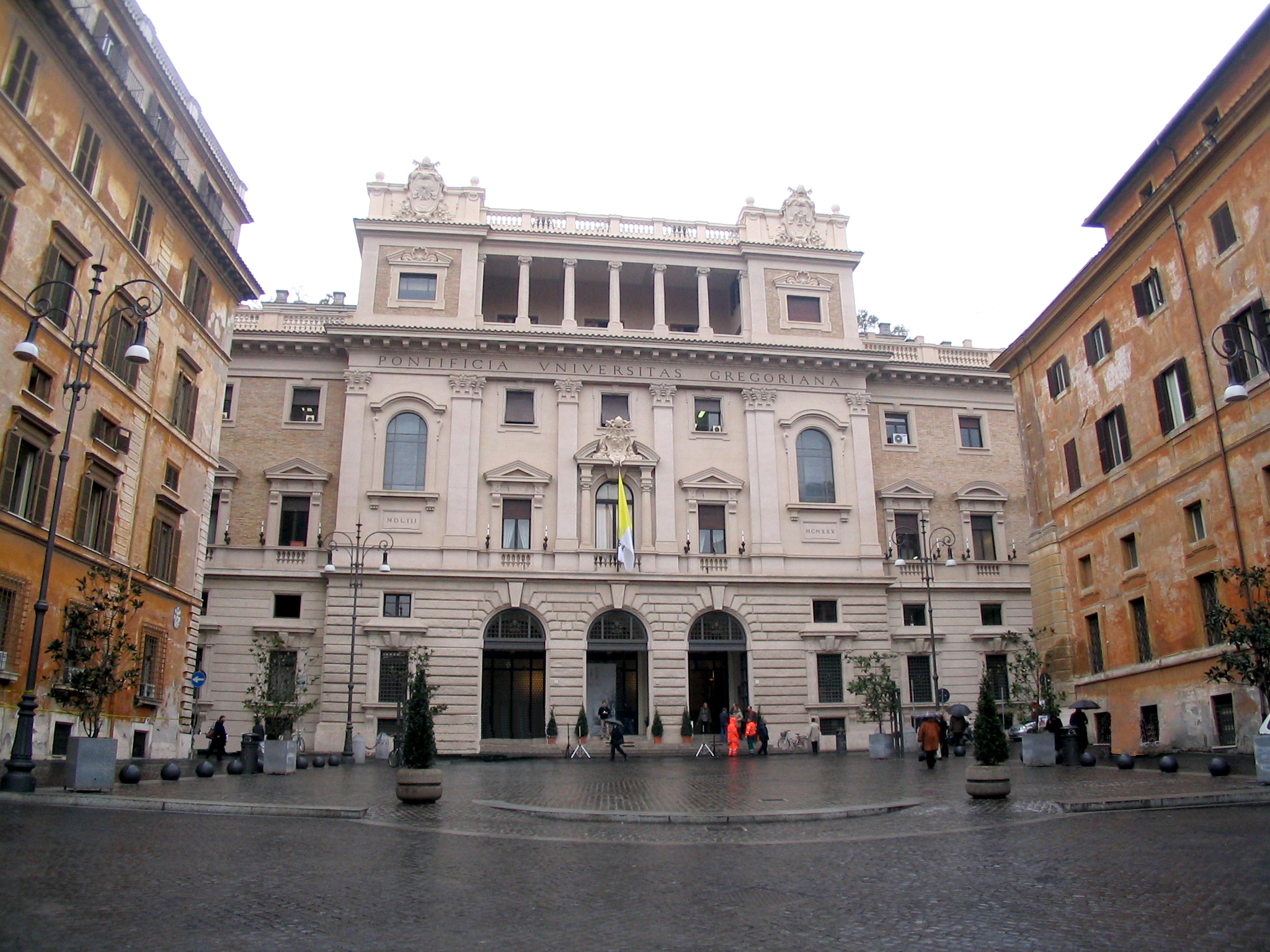
Colégio Romano, escola fundada pelo papa Gregório XIII em Roma e onde Roberto Belarmino lecionou por muitos anos.

Já idoso, Belarmino foi nomeado bispo de Montepulciano por quatro anos, depois do que ele se aposentou no Colégio Jesuíta de Santo André, em Roma, onde morreu em 17 de setembro de 1621 aos setenta e oito anos.

## Obras
Os livros de Belarmino trazem a marca de sua época; os esforços em busca da elegância literária (chamada "maraviglia") deram lugar a um desejo de juntar tanto material quanto possível, de abraçar todo o campo do conhecimento humano e incorporá-lo na teologia. Suas controversas obras provocaram muitas respostas e foram estudadas por décadas depois de sua morte. Em Leuven, ele estudou profundamente os Padres da Igreja e os teólogos escolásticos, o lhe forneceu extenso material para seu livro "De scriptoribus ecclesiasticis" (Roma, 1613).

### Dogmáticas
Das pesquisas de Belarmino nasceu sua "Disputationes de controversiis christianae fidei" (amplamente conhecido como Disputationes), publicada primeiro em Ingolstadt in 1581–1593. Esta grande obra foi uma das primeiras tentativas de sistematizar as várias controvérsias religiosas de sua época. Belarmino dedicou onze anos de sua vida a ela enquanto lecionava no Colégio Romano. O primeiro volume trata da Palavra de Deus, de Cristo e do papa; o segundo, da autoridade dos concílios ecumênicos e da Igreja, seja militante, expectante ou triunfante; o terceiro, dos sacramentos; e o quarto, da graça divina, livre arbítrio, justificação e boas obras.

### Interdição de Veneza
A "Interdição de Veneza" de 1606 e 1607 foi a expressão, em termos do direito canônico e realizada através de um interdito papal de Paulo V (r. 1605-1621), de uma disputa diplomática e de um confronto entre a Cúria papal e a República de Veneza que se deu entre 1605 e 1607. Enquanto esteve ativo, o interdito promoveu a expulsão de algumas ordens religiosas de Veneza, uma guerra panfletária e intensos esforços diplomáticos entre a França e a Espanha para resolver a situação.
Durante o conflito, Paolo Sarpi, o porta-voz de Veneza, protestou contra o interdito e reafirmou os princípios do Concílio de Constança e do Concílio de Basileia, negado ao papa qualquer autoridade sobre assuntos seculares. Belarmino escreveu três réplicas aos teólogos venezianos.
Este foi o último exemplo de um interdito papal aplicado a uma região de grande extensão territorial.

### Controvérsia do juramento de fidelidade e a autoridade papal
Belarmino também se envolveu numa controvérsia com o rei James I da Inglaterra. Do ponto de vista dos princípios para os católicos ingleses, este debate atraiu a atenção de diversas personalidades da Europa Ocidental e acabou dando destaque aos dois protagonistas, o rei James como um campeão de seu próprio protestantismo calvinista e Belarmino por seu catolicismo tridentino.

### Obras devocionais

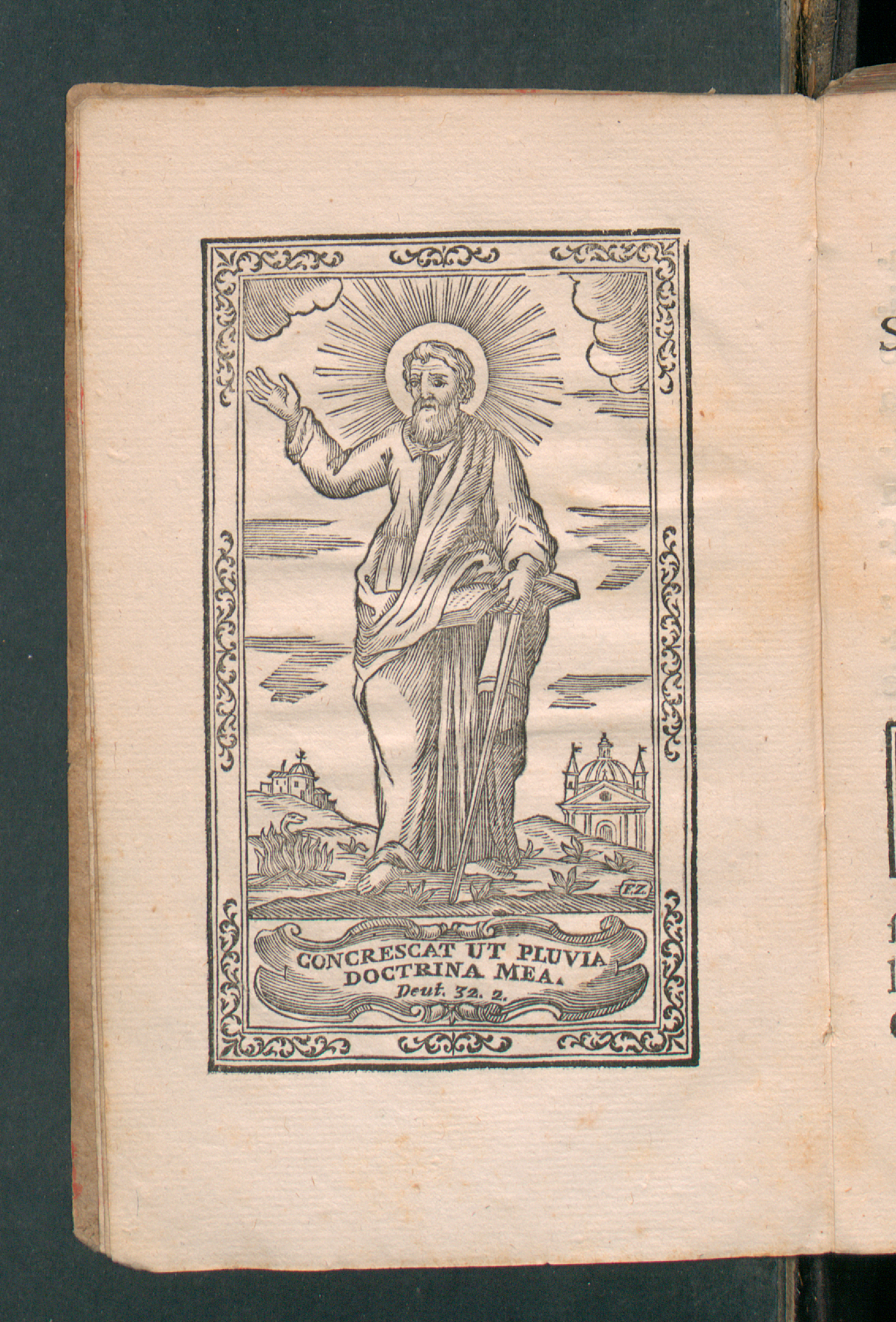
Dottrina cristiana breve, 1752

Já aposentado, Belarmino escreveu diversas obras curtas que tinham por objetivos ajudar pessoas comuns em sua vida espiritual: "De ascensione mentis in Deum per scalas rerum creatorum opusculum" ("A Ascensão da Mente a Deus"; 1614), traduzida para o inglês como "Jacob's Ladder" ("Escada de Jacó"; 1638) por Henry Isaacson, que não deu créditos ao autor, "A Arte de Morrer Bem" (1619) e "As Sete Palavras na Cruz".

### Lista completa
A lista completa dos escritos de Belarmino pode ser encontrada na biblioteca da Companhia de Jesus de Sommervogel. São as seguintes as mais importantes:
Escritos polêmicos
- Disputationes de controversiis christianae fidei adversus hujus temporis hereticos
- De exemptione clericorum, e De indulgentiis et jubilaeo, publicada como monografia em 1599, mas sucessivamente incorporada ao De controversiis
- De transitu Romani Imperii a graecis ad francos (1584)
- Responsio ad praecipua capita apologiae [...] pro successione Henrici Navarreni (1586)
- Judicium de libro quem lutherani vocant concordiae (1585)
- Responsio Matthaei Torti ad librum inscriptum triplici nodo triplex cuneus (1608)
- Apologia Bellarmini pro responsi one sub ad librum Jacobi Magnae Britanniae Regis (1609)
- Tractatus de potestate Summi Pontificis in rebus temporalibus, adversus Gulielmum Barclay (1610)

Obras de catequese e de espiritualidade
- Dottrina cristiana breve e Dichiarazione più copiosa della dottrina cristiana (1598)
- Dichiarazione del simbolo (1604), para uso dos padres
- Admonitio ad Episcopum Theanensem nepotem suum quae sint necessaria episcopo (1612)
- Exhortationes domesticae
- Conciones habitae Lovanii
- De ascensione mentis in Deum (1615)
- De aeterna felicitate sanctorum (1616)
- De gemitu columbae (1617)
- De septem verbis Christi (1618)
- De arte bene moriendi (1620)
- De scriptoribus ecclesiasticis (1615)

Exegese e outros
- De editione latinae Vulgatae, quo sensu a Concilio Tridentino definitum sit ut ea pro authenticae habeatur
- In omnes Psalmos dilucida expositio (1611)

A edição completa da obra de Belarmino foi publicada em Colônia (1617), Veneza (1721), Nápoles (1856) e Paris (1870).

## Canonização e sepultamento

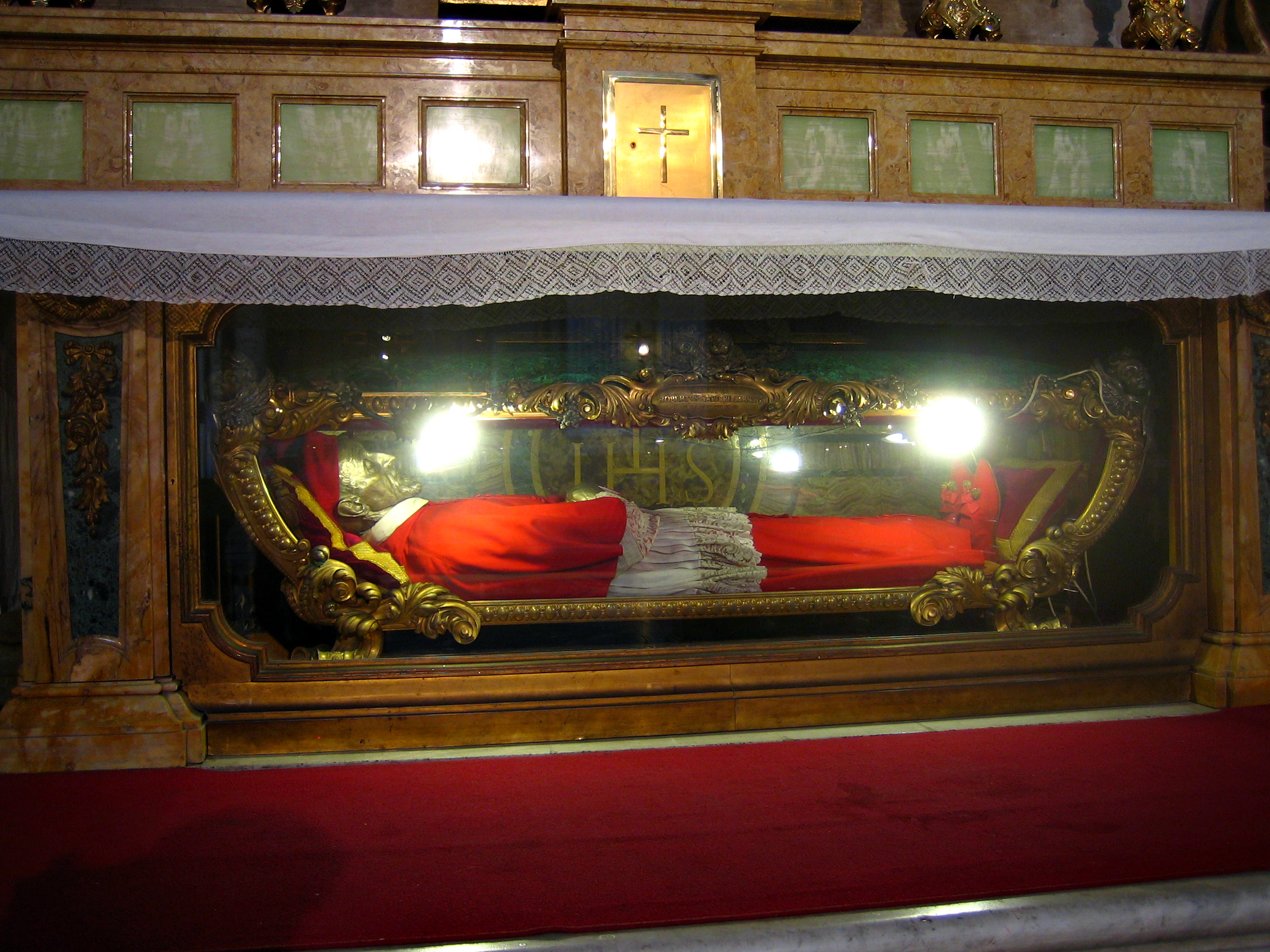
Relíquias de São Roberto Belarmino na Igreja de Santo Inácio, em Roma.

Belarmino foi canonizado pelo papa Pio XI em 1930; no ano seguinte, ele foi declarado Doutor da Igreja. Seus restos, ainda com o traje vermelho dos cardeais, estão em exposição protegidos por um vidro num altar lateral da Igreja de Santo Inácio, a capela do Colégio Romano, perto do corpo de seu aluno, São Luís Gonzaga, como ele mesmo pediu. No Calendário de santos da Igreja Católica, comemora-se São Roberto Belarmino em 17 de setembro, o dia de sua morte.